# فرانک باوم (بازیکن فوتبال)
فرانک باوم (به آلمانی: Frank Baum) (متولد ۳۰ ژانویه ۱۹۵۶) فوتبالیست حرفه‌ای آلمانی است که بین سالهای ۱۹۶۳ تا ۱۹۹۷ در پست مدافع در چندین باشگاه فوتبال آلمانی و تیم ملی فوتبال آلمان شرقی بازی کرده‌است.
باوم در ۲۸ فوریه ۱۹۷۹ اولین بازی ملی خود را برای آلمان شرقی مقابل بلغارستان انجام داد. در همان سال او به لوکوموتیو لایپزیگ پیوست و برای ده سال آینده در آنجا بازی کرد. با این تیم ۳ بار در جام حذفی آلمان شرقی پیروز شد و در جام اروپا بازی کرد. همچنین او بخشی از تیمی بود که به فینال جام برندگان جام اروپا فصل ۱۹۸۶–۱۹۸۷ در آتن رسیدند و با نتیجه ۱–۰ مقابل آژاکس شکست خوردند.
باوم در مجموع، ۲۴۸ بازی در اوبرلیگا انجام داد و ۱۰ گل به ثمر رساند.
بین سالهای ۱۹۷۹ تا ۱۹۸۴ وی ۱۷ بازی برای آلمان شرقی انجام داد. او در المپیک ۱۹۸۰ شهر مسکو با تیم فوتبال المپیک آلمان شرقی موفق به کسب مدال نقره شد.

## افتخارات
- قهرمان جام حذفی آلمان شرقی: ۱۹۸۱، ۱۹۸۶، ۱۹۸۷ (با باشگاه لوکوموتیو لایپزیگ)
- مسابقات جام برندگان جام اروپا: نایب قهرمان ۱۹۸۷ (با باشگاه لوکوموتیو لایپزیگ)
- بازی‌های المپیک تابستانی: مدال نقره ۱۹۸۰ (آلمان شرقی)